# The Carlu

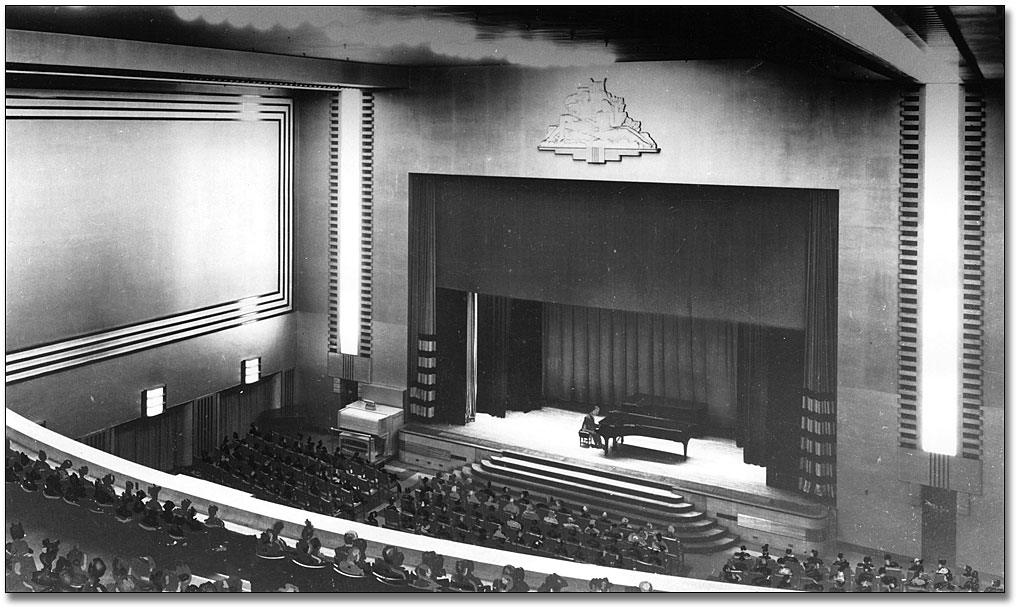
L'auditorium du Carlu en 1945.

The Carlu (« Le Carlu ») est un espace événementiel et auditorium historique situé au College Park (en), à Toronto, en Ontario, au Canada.
Connu depuis de nombreuses années comme le « septième étage d'Eaton » (Eaton's Seventh Floor), The Carlu est un des meilleurs exemples d'architecture de style « paquebot » de la ville. Créé par l'architecte français Jacques Carlu, il est désigné lieu historique national du Canada depuis 1983.
Le lieu est la propriété de la chaîne Oliver & Bonacini Restaurants (en).